# Col de Montratier
Le col de Montratier se situe dans le sud du massif du Jura, dans le département français de Ain, à 503 mètres d'altitude.

## Géographie
Dans un environnement forestier, le col est desservi par la route départementale D 11. Le versant nord (Pont de Préau) est boisé et pentu tandis que le versant est plus découvert en serpentant dans les vignes.
Le col permet de relier Cerdon et Mérignat à Jujurieux et Boyeux-Saint-Jérôme.
L'ascension par la D 11 depuis le lieu-dit Pont de Préau fait environ 4 km et la déclivité est de 5,6 % avec un maximum à 8,4 %.